# Acropyga panamensis
Acropyga panamensis är en myrart som beskrevs av Weber 1944. Acropyga panamensis ingår i släktet Acropyga och familjen myror. Inga underarter finns listade i Catalogue of Life.